# Таджикская кухня
Таджикская кухня (тадж. Ошпазии тоҷикӣ) — национальная кухня таджикского народа, является одной из древнейших кухонь мира. По технологии, ассортименту продуктов и видов блюд таджикская кухня является кухней оседлого народа, с использованием сложных технологий приготовления. Большая часть блюд таджикской кухни можно также встретить в узбекской кухне, близки по роду блюд к таджикской, и персидская кухня. Кулинарное искусство таджиков формировалось в течение тысячелетий под влиянием богатой истории этого народа.
Таджикская национальная кухня отличается большим разнообразием, насчитывая десятки видов различных блюд: мясных, молочных, мучных, овощных и пр. Сами способы приготовления и потребления пищи различны и многообразны, и варьируются от региона к региону. В прошлом блюда различались также в зависимости от географических и природных условий, а также социального положения людей.
Основные компоненты таджикской кухни определяются природными условиями страны: наличие горного, субтропического-внутриконтинентального и континентального климата обусловили широкое распространение различных продуктов в данной кухне.
Мужчин-профессиональных поваров зовут «ошпаз» (тадж. Ошпаз). В широком смысле ошпаз вообще повар, но обычно в таджикском языке под этим термином понимают именно специалиста по приготовлению плова.

## История
Таджикская кухня возникла в результате совместного существования и смешения нескольких высокоразвитых культур, многолетнее развитие в районе ферганского, самаркандского, бухарского, хорасанского, гиссарского и памирского оазиса — важного торгового перекрёстка для Азии и Европы. Именно в это время повлияло на узбекскую и таджикскую кухню смешение персидской и тюркской культуры, имевшее место в X—XII веках. Отсюда прослеживается характерная общность узбекской и таджикской кухни. Кроме узбекской кухни, таджикская кухня имеет много общего с кухнями персов и народов Афганистана. Таджикская кухня имеет серьёзное отличие от кухонь ближайших географически соседних народов: киргизов, казахов, каракалпаков, туркменов и уйгур. В таджикской кухне существуют некоторые заметные различия между регионами.
Многие рецепты таджикских блюд имеют многовековую историю и упоминаются в трудах Авиценны и других известных учёных и деятелей Средневековья.

## Меню таджикской кухни
- Плов — одно из самых известных и популярных блюд таджикской кухни.
- Курутоб — готовится в определённых регионах.
- Сиёалаф — традиционный таджикский весенний суп.
- Кабоб — шашлык
- Казан-кабаб — мясо с картошкой
- Гандумоб — суп из баранины
- Калапоча — традиционный таджикский суп, схожий с армянским хашем. Готовится из внутренностей, имеет также название «рожки-да-ножки». По вкусу и консистенции напоминает разогретый русский холодец.
- Манту — лепят как крупные пельмени с начинкой из мяса, тыквы или с горной зелени, готовят на пару в мантышнице.
- Мастоба — рисовый суп.
- Машхурда — рисовый суп с машем (бобы мунг)
- Самбуса — пирожки характерной трёх- или четырёхугольной формы (мясные, куриные, из тыквы, картошки, зелени или каймок (сливки более твердый (кук-самса), готовятся в тандыре, духовке или в казане.

- Танур-кабоб — готовится из бараньей ноги, томлёной в тандуре в течение длительного времени. Самым деликатесом считаются тонкие полоски мяса, которые касались стенок тандура.
- Барги ток — голубцы, фарш заворачивают в молодые листья винограда.
- Лагман — лапша по-таджикски
- Барак — таджикские пельмени
- Шавла — блюдо, родственное плову, практически с тем же набором продуктов (рис, мясо (или потроха), морковь), приготовляемое на хлопковом масле.
- Шурбо — картофельный суп с мясом, слово «шурбо» означает «суп» вообще, а не какой-то конкретный.
- Хом-Шурбо — то же самое, что и шурбо, но ингредиенты предварительно не обжариваются, то есть, кладутся сырыми (слово «хом»  означает «сырое») в воду.
- Дамлама — тушёное мясо с луком и другими овощами
- Шакароб — салат из мелкорубленных помидоров и лука.
- Ширчой — чай c молоком
- Шила-башир — плов
- Шир-биринч — рисовая каша
- Отала — мучное блюдо, на основе муки, сливочного или топлёного масла и овощей. Готовится в казане.
- Ордбирён — похлёбка
- Фатирмаска (чанголи) — готовят из слоеной лепешки (фатир), топленого масла. Сверху это всё украшается кусочками дыни, арбуза или винограда.

### Хлебобулочные изделия
- Нон — лепёшка
- Калама — лепёшки из слоёного теста
- Гирдача — готовят только в танурах, самый большой вид лепешки
- Фатир — слоёная лепешка, оно бывает разных видом: обычная (только слоёное тесто), с добавление курдюка, сахаром, с орехами, травами и еще с маслом ...
- Чапоти — таджикский лаваш
- Кулча — самый маленький вид лепёшки
- Нони кок — сухая лепёшка
- Бичак — представляет собой пирожок
- Нони кадуги — лепёшка с тыквой

### Кондитерские изделия
- Нишолло — белковый крем.
- Набот — сахаристая сладость.
- Суманак — делается из сока проросших зёрен пшеницы
- Халвоитар — один из видов халвы (мокрая халва)
- Парварда (Печак) — леденцовая карамель.
- Халвои пашмак — сладость в виде клубка из тонких нитей, состоящих из обжаренных в масле муки и сахара.
- Кандалот — представляет собой отдельные ядра миндаля удлиненной формы покрытого сахарным сиропом белого цвета с бугристой поверхностью.
- Гуши фил — "Слоновые уши" формируют из теста, защипывая один конец.
- Пилита — изделие из сладкого теста.

### Кисломолочные изделия
- Дуг — кисломолочный напиток из кипячённого молока.
- Чака[уточнить] — кислая творожная масса после сцеживания катыка.
- Курут — высушенные шарики из сузьмы с добавлением соли и перца.
- Чолоб — разведённый в кипячённой холодной воде катык с добавлением кубиков льда и яблок
- Чургот — кисломочный продукт, приготовленный путем заквашивания.

## Наиболее известные блюда

### Плов
Плов (тадж. Оши палов / палов / палав) является одним из самых известных и популярных блюд таджикской кухни. Приготовление таджикского плова в какой-то степени очень схоже с приготовлением узбекского плова, ввиду того что эти два народа очень близки друг с другом культурно и исторически. В таджикском плове, как и в узбекском, подготовленный зирва́к и крупяная часть плова объединяются вместе для дальнейшего приготовления.
Таджикский плов насчитывает массу региональных вариаций, но принципиально блюдо не отличается; все отличия, исключая самаркандский плов — сводятся к пропорциям мяса, овощей и зерновой части, а также к дополнительным компонентам (горох, чеснок, барбарис, айва, курага, изюм). Наиболее важными составляющими технологии является выбор продуктов для плова, в частности моркови (в основном используется жёлтая морковь), выбор сорта риса и его предварительная подготовка. Для приготовления плова важен выбор посуды: это толстостенный чугунный или алюминиевый казан. Обязательным условием приготовления плова является предварительное прокаливание масла — оптимальным выбором является смесь растительного (в основном хлопкового, а также подсолнечного, реже кунжутного) масла и животного жира (в основном бараний курдюк). В вариантах таджикского плова важна последовательность закладки и продолжительность обработки, оговорённые рецептом.
Наиболее известные и популярные виды таджикского плова: долинный (худжандский или согдийский) плов, является очень схожим с узбекским пловом и в основном распространён в Согдийской области Таджикистана. Душанбинский плов, является смесью долинного и самаркандского плова. Самаркандский плов, является видом как таджикского, так и узбекского плова и кардинально отличается от других видов таджикского и узбекского пловов технологией приготовления, последовательностью закладки, продолжительностью готовки и другими аспектами. Бухарский плов также является видом как таджикского, так и узбекского плова и в какой-то степени схож с самаркандским пловом, но имеет свои особенности. Бадахшанский или памирский плов, в основном распространён в Горно-Бадахшанской автономной области Таджикистана и в афганской провинции Бадахшан. У таджиков, проживающих в Афганистане, имеются свои виды плова (тадж. оши кобулӣ — кабульский плов).
Традиционно таджикский плов подают горячим, на общем большом блюде (тадж. тавоқ), запивают в основном зелёным чаем, закусывают лепёшками и традиционным таджикским салатом шакароб, состоящим из помидоров, огурцов и лука, приправленная солью. Таджикский плов традиционно едят руками. В последнее время традиция подачи плова на общем блюде и поедания его руками становится всё более редкой. Эта тенденция прежде всего относится к ресторанам и столовым, где плов подают каждому человеку на отдельном блюде и предоставляется ложка.
- Самаркандский плов — один из видов таджикского плова
- Один из самых популярных видов таджикского плова на территории Таджикистана
- Бухарский плов — один из видов таджикского плова

### Курутоб
Куруто́б (тадж. Қурутоб) — является одним из самых известных и древнейших блюд таджикской кухни. Технология приготовления разнообразна и варьируется от региона к региону. Данное блюдо также готовится в некоторых районах Узбекистана, Афганистана, Пакистана и Ирана. Курутоб традиционно подают горячим, на общем большом глиняном блюде, едят руками и запивают зелёным чаем.
Основными компонентами данного блюда являются творог или расплавленный курт, слоёная лепёшка фатир, льняное масло, помидоры, огурцы, зелень, лук и соль. В некоторых вариантах используется молоко, сливочное или хлопковое масло, красный или чёрный перец и другие продукты.
Технология приготовления курутоба разнообразна и варьируется от региона к региону. Каждый регион исключает или добавляет в состав блюда определённые ингредиенты. Блюдо готовится в круглой и слегка глубокой глиняной или деревянной тарелке (табақ).
Традиционная технология приготовления такова: сначала ломают на мелкие куски слоёную лепёшку фатир (иногда используется обычная лепёшка). Затем добавляют в тёплую воду творог или курт и смешивают, добавляя немного соли. В эту жидкую творожную массу добавляют куски фатира. После этого обжаривают в нагретом льняном масле (иногда используется сливочное или хлопковое масло) нарезанные луковицы. Далее обжаренный на масле лук кладут сверху вместе с маслом на тарелку с творожной массой и кусками фатира. Потом сверху выкладывают свежий измельчённый репчатый лук, а поверх него — по очереди помидоры, огурцы, посыпают свежей зеленью.
В ещё одном распространённом методе лук не обжаривается в масле. Все вышеперечисленные ингредиенты кладут друг к другу поочерёдно (кроме лука и зелени) и сверху заливают горячим льняным или другим маслом. После этого выкладывают свежий лук и зелень.

## Мясные продукты
Мясо — основной продукт на таджикском столе. Как в любой мусульманской стране, свинину здесь практически не используют. Популярностью пользуются баранина, козлятина, говядина, конина (особенно популярны из неё колбасы-казы). Довольно часто на столе появляется  и птица (в основном курица, реже — куропатки, перепела).
Перед готовкой мясо обычно рубят кусками (зачастую вместе с костью) и обжаривают. Такое мясо добавляют в первые блюда, либо готовят из рублёного мяса вторые блюда: колбасы, кабоб, шашлык, плов, голубцы-шахлет, жаркое-куардак.

## Гарниры
У таджиков весьма популярны блюда из зерна и различных бобовых культур — риса, нута, пшеницы, чечевицы, фасоли, джугары, маша. Мало используют здесь гречку, перловку, овсянку.
Очень распространены пловы и просто крупяные каши в качестве гарниров. Пловы готовят различными способами в чугунных котлах-казанах, предварительно обжаривая в раскалённом жире в них мясо и овощи (лук, морковь), а затем добавляя крупу или даже рублёную домашнюю лапшу. Отдельные виды плова готовят с добавлением нута, айвы, сухофруктов, головок чеснока, виноградных листьев, зёрен граната.
Отдельно подают различные салаты из свежих овощей и зелени. Овощные культуры в Таджикистане представлены помидорами, огурцами, морковью, картофелем, репой, тыквой, редькой, кабачками, баклажанами, редисом.

## Первые блюда
Местные супы обычно очень густые, жирные и наваристые. Ингредиенты для них (мясо, овощи, рис), как правило, заранее обжаривают в большом количестве жира. Готовятся первые блюда в Таджикистане, в основном, на мясном или костном бульоне, реже — на кислом молоке или отваре овощей. Также сюда добавляется множество специй.
Самые популярные супы — угро, шурпа, калапоча, хом-шурбо, мастоба, шавля, чолоб, атола.

## Заправки и специи
Таджики не жалеют приправ и специй. Широко используются здесь перец, барбарис, анис, шафран, зира, чеснок. Очень популярна рубленая пряная зелень (петрушка, кинза, укроп, мята, зелёный лук, щавель, базилик), свежие помидоры в качестве заправки, а также кисломолочные продукты (сузьма, катык, каймак), которые добавляют и в супы, и во вторые блюда.

## Изделия из теста
Очень любимы таджиками мучные изделия, причем как из дрожжевого, так и из пресного теста. Традиционный хлеб (тонкие лепёшки) готовится в круглых дровяных печах-тандырах.
Большой популярностью пользуются изделия из теста с мясом: слоёные пирожки-самбуса, самса (отличается от самбусы формой: самса — слоёный треугольник, самбуса традиционно имеет форму параллелепипеда), пельмени-хушан, манты, лапша с мясом (лагман, шима, манпар).
Другие изделия из теста с различными специями и начинками или без них отваривают в кипящей подсолённой воде, готовят на пару либо жарят в кипящем масле: хворост-пилита, тухум-барак, лепёшки-катлама, лапша-угро, пельмени с зеленью.

## Сладости
Как в любой восточной стране, здесь уважают сладости и едят их несколько раз за трапезу.
В первую очередь это бахчевые культуры и фрукты в свежем и сушёном виде, а также свежие и жареные орехи. Также здесь много сладких мучных изделий (хворост, слоёные пирожки). Конечно, есть здесь национальные сладости — разнообразная мучная халва, традиционные конфеты-пичак, виноградный сахар-набат с пряностями, белковый крем-нишалло.

## Напитки
Таджики традиционно исповедуют ислам, и ввиду этого самым популярным напитком является чай. Из видов чая наиболее распространённым и популярным является зелёный чай, который употребляется не только в горячем виде, но и в холодном. В основном чай пьётся без добавления сахара, но с восточными сладостями типа кандалот и т. п. Чай подается в чайнике, при гостях его наливают в пиалы. Именно чаем начинается и заканчивается любая трапеза таджиков. Чёрный чай проник в таджикскую кухню только в конце XIX века. Кроме обычного использования чёрного чая, с чёрным чаем смешивают и заваривают коровье или козье молоко со сливочным маслом, который называется ширчой.
Вино также присутствует среди напитков таджикской кухни и называется в зависимости от региона шароб или май.